# Miodojad ciemny
Miodojad ciemny (Meliphaga lewinii) – gatunek ptaka z rodziny miodojadów (Meliphagidae). Zamieszkuje wschodnie wybrzeże Australii. Sklasyfikowany został przez angielskiego ornitologa Williama Swainsona w roku 1837.

## Morfologia
Jest to średniej wielkości ptak dorastający do 20–22 cm. Samce i samice są podobne: upierzenie zielone, wpadające w kolor ciemnej zielonej oliwki, z charakterystycznymi żółtymi łatkami w kształcie półksiężyca w okolicy uszu.

## Systematyka
Obecnie wyróżnia się 3 podgatunki M. lewinii:
- M. lewinii amphochlora – wschodni półwysep Jork (północno-wschodnia Australia)
- M. lewinii mab – północno-wschodni i wschodnio-środkowy Queensland (północno-wschodnia Australia)
- M. lewinii lewinii – wschodnia i południowo-wschodnia Australia

Proponowany podgatunek nea, opisany z Dandenong w stanie Wiktoria, został zsynonimizowany z podgatunkiem nominatywnym.

## Status
IUCN uznaje miodojada ciemnego za gatunek najmniejszej troski (LC, Least Concern) nieprzerwanie od 1988 roku. Liczebność populacji nie została oszacowana, ale ptak ten opisywany jest jako bardzo liczny. Trend liczebności populacji uznawany jest za spadkowy.